# Fiji i olympiska sommarspelen 1976
Fiji deltog i de olympiska sommarspelen 1976 med en trupp bestående av två deltagare. Ingen av landets deltagare erövrade någon medalj.

## Friidrott
Herrarnas 100 meter
- Tony Moore
  - Heat - 11,16 - 7:e plats (gick inte vidare)

Herrarnas 200 meter
- Tony Moore
  - Heat - 21,82 - 4:e plats
  - Kvartsfinal - 21,75 - 7:e plats (gick inte vidare)

Herrarnas längdhopp
- Tony Moore
  - Kval - 6,81 - 31:a plats (gick inte vidare)

Damernas längdhopp
- Miriama Tuisorisori-Chambault
  - Kval - 5,79 - 27:e plats (gick inte vidare)

Damernas femkamp
- Miriama Tuisorisori-Chambault
  - Slutligt resultat - 3 827 poäng (18:e plats)